# Ляхи

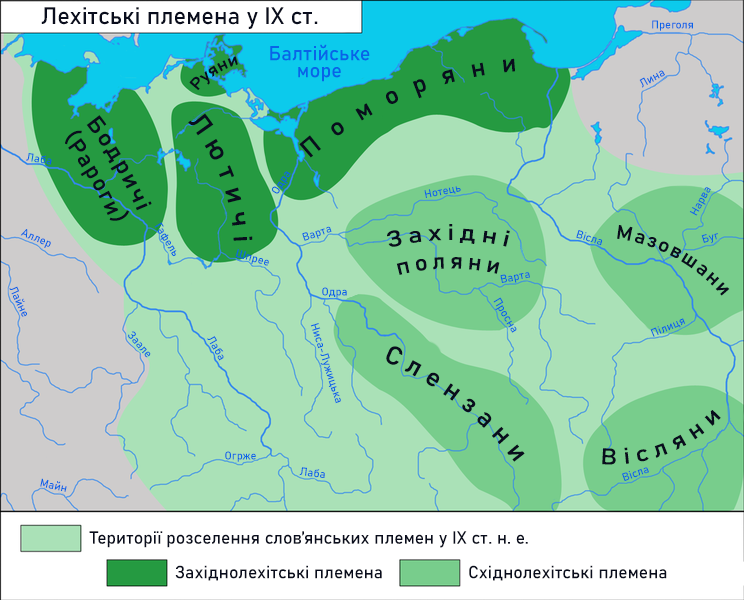
Мапа розселення лехітських племен

Переселення ляхів у район Вісли та розпад на чотири племені відповідно до опису у Повісті врем'яних літ

Ля́хи (д.-рус. Лѧховѣ) — назва слов'янського племені, згадувана у Повісті врем'яних літ. Згідно з тлумаченням автора, предки ляхів спершу жили на Дунаї (ймовірно території Паннонії), але через нашестя волохів змушені були переселитись на Північ та осісти в басейні Вісли. Там плем'я ляхів розділилось на чотири племені: полян ляських (поляків), лютичів, мазовшан та поморян.
| Волохомъ бо нашедшим̑ на Словены на Дунаискыє и сѣдшимъ в нихъ и насилѧющимъ имъ Словѣне же ѡви пришєдшє и сѣдоша на Вислѣ и прозвашасѧ Лѧховѣ а ѿ тѣхъ Лѧховъ прозвашасѧ Полѧне Лѧховѣ друзии Лютицѣ инии Мазовшане а нии Поморѧне [2] |
Козаки та українські міщани XVI—XVII століть вживали це слово як зневажливе позначення шляхти Речі Посполитої.

## Походження слова
Як оповідає легенда, Ляхом був один з братів засновників трьох слов'янських держав (див. Рус, Лях і Чех).
«Колись жили три брати: Лях, Чех і Рус. Одного дня вони вирушили в дорогу щоб віднайти землі своїх майбутніх держав. Одне місце сподобалося Ляху. Він і поселився на тому місці, на якому пізніше з'явиться місто Краків. Чех же поїхав далі на південь, і заснував Прагу, а Рус — на схід, де пізніше з'явився Київ»".
Середньовічний чеський хроніст вже ототожнює ляхів лише з поляками та пояснює це слово певними рисами характеру: «Lechi autem dicti fuerunt Polonii eo, quod magis deceptionibus et calliditate in bellis utebantur, quam ciribus (Поляки називаються ляхами через те що воюють підступом та обманом, а не силою)»
Згідно Гільфердінга це була не самоназва а етнонім на означення поляк від їх східних сусідів. За Фасмером, слово ляхи походить від давньоруського ляси (ліси, пущі) (знахідн. відм. ляхы), що часто трапляєтся у Повісті временних літ. Йому відповідають польське lach, давньопольське *lęch «поляк», представлене у литовському lénkas «поляк»; *lęch є зменшувальною формою на -ch, на зразок brach, swach, Stach (від Stanisɫaw). Повна форма етноніма була *lęděninъ від lędo (ляда́) «мешканці пущи», що підтверджує давньоруська форма лядьскыи «польський»: лядьская земля «Польща», українським дієсловом лядува́ти «дотримуватися польського мислення». Від історичного етноніма ляхи виникли назви Польщі у деяких мовах: перською — Ляхестан, турецькою — Лехістан, вірменською — Лехастан, угорською — Lengyelország, литовською — Lenkija.
В польській історіографії з 20-х років XX століття набула поширення гіпотеза про походження етноніму «ляхи» від згаданого візантійським імператором Костянтином Багрянородним племені лендзян.

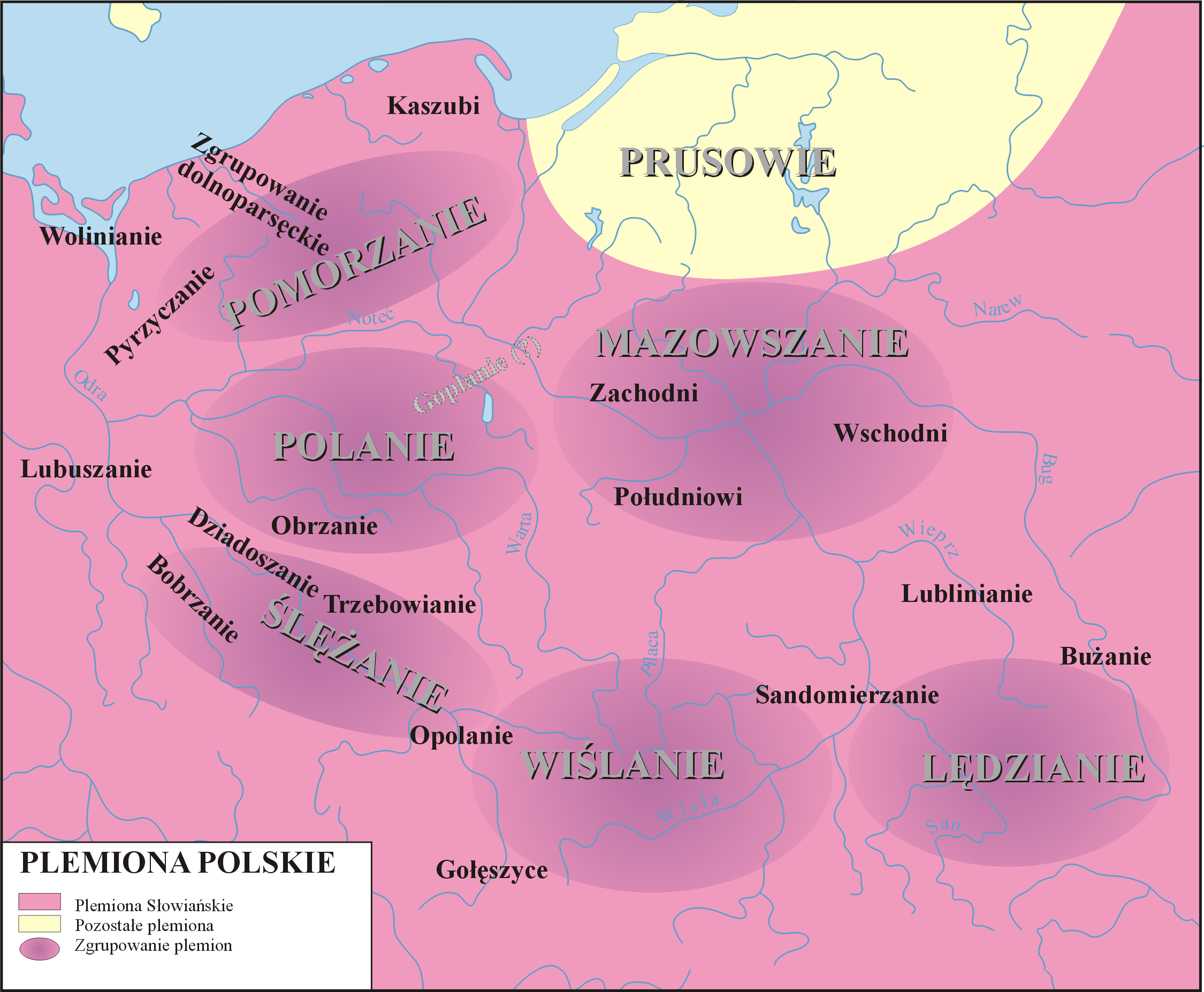
Популярна в польському Інтернеті карта з розташуванням ляхаів-лендзян на території Галичини

## Вжиток слова
Внаслідок складних польсько-українських відносин протягом довгого періоду історії назва набула негативного забарвлення і тепер її не вживано в офіційній українській лексиці. Проте, в деяких народів слово ляхи не має емоційного забарвлення і є назвою для поляків, чи Польщі.